# انتظار کشیدم
« انتظار کشیدم» تک‌آهنگی از هنرمند اهل کانادا سلین دیون است که در ۳۰ ژوئن ۱۹۹۷ منتشر شد.